# Ciclismo en los Juegos Olímpicos de París 2024 – Carrera de ruta femenina
La competición de ciclismo en ruta femenina en los Juegos Olímpicos de París se llevó a cabo en París, Francia el 4 de agosto de 2024 en un circuito por las inmediaciones de la ciudad de París sobre un recorrido total de 158 km.

## Recorrido
El recorrido será un circuito alrededor del distrito de la ciudad de París, con una distancia total 158 kilómetros para el pelotón femenino. Iniciando en Trocadéro, las ciclistas desfilarán 5 km hacia el distrito quinto, pasando por la Torre Eiffel, el Sena, Los Inválidos y el Barrio Latino. El kilómetro cero iniciará en Rue Gay-Lussac, luego, saldrán de París y regresarán por la tarde. 
A continuación se dirigen al oeste donde pasarán por el Palacio de Versalles para después enfrentarse a la Côte des Gardes (1.9 km al 6% de pendiente media) en el departamento de los Altos del Sena, después las corredoras entrarán en el Valle de Chevreuse, donde enfrentarán una sucesión de pequeñas subidas, incluyendo la Côte de Port-Royal (1 km al 5%), la Côte de Cernay-la-Ville (1.1 km al 3.9%), y la Côte de Saint-Rémy-lès-Chevreuse (1.3 km al 6.3%). Después, seguirán por la Côte de Châteaufort (900 m al 5.7%) para luego ingresar por las calles de las sedes olímpicas y paralímpicas del Golf National y el Velódromo de Saint-Quentin-en-Yvelines, casa de la Federación Francesa de Ciclismo.
En el regreso a la capital París, las ciclistas pasarán por el Louvre, con su Pirámide al lado y la Ópera Garnier, y luego entrarán en el circuito urbano de los últimos 50 km de la carrera, que incluyen los 18,4 km finales con giros técnicos y la dura subida a la colina de Montmartre (1 km al 6.5%). Después de dos vueltas, los ciclistas tendrán una última batalla en la tercera ascensión a Montmartre, camino del Sacré Coeur, una última rampa antes del descenso final. Los últimos 9.5 km los llevarán por el puente de Jena, escenario de un esprint final de 230 metros hacia Trocadéro, donde se coronarán y recibirán sus medallas las nuevas campeonas olímpicas, con la Torre Eiffel de fondo.

## Horario
Todos los horarios están en UTC tiempo de Francia (+1 GMT)
| Fecha                       | Tiempo | Evento    |
| --------------------------- | ------ | --------- |
| Domingo 4 de agosto de 2024 | 14:00  | Inicio    |
| Domingo 4 de agosto de 2024 | 00:00  | Ceremonia |

## Clasificación
Para la prueba olímpica de ciclismo en ruta femenina se asignaron 90 cupos, donde por primera vez en la historia de los Juegos Olímpicos, habrá el mismo número de ciclistas en cada género: 90 hombres y 90 mujeres. El sistema de clasificación para clasificar a las pruebas de ciclismo en ruta para cada país fue a través del sistema del ranking UCI correspondiente que empezó el 19 de octubre de 2022 hasta el 17 de octubre de 2023. El único país con plazas aseguradas fue Francia que tiene derecho a 2 cupos, de ahí en adelante la clasificación se asignó de la siguiente manera:
| Posición                                 | Cuotas olímpicas |
| ---------------------------------------- | ---------------- |
| Naciones del puesto 1 al 5 del ranking   | 4 cuotas         |
| Naciones del puesto 6 al 10 del ranking  | 3 cuotas         |
| Naciones del puesto 11 al 20 del ranking | 2 cuotas         |
| Naciones del puesto 21 al 45 del ranking | 1 cuota          |

Ocho de las 10 cuotas restantes se otorgan según los resultados en la prueba en línea del Campeonato Mundial de Ciclismo 2023 (una cuota para las dos naciones mejor posicionadas que no hayan obtenido una por ranking) y los campeonatos continentales de UCI Africa Tour, UCI America Tour y UCI Asia Tour (una cuota para la nación mejor posicionada sin cuota). Hay que tener en cuenta que cada país solo puede clasificar a sus deportistas a través de un ranking, y no se pueden combinar con otros. De esta forma, si un país queda entre los 5 primeros del UCI World Tour, obtendrían 4 plazas, y aunque también ganara el UCI America Tour, se tendría en cuenta solamente los cupos que ganó en el UCI World Tour, y las plazas del UCI America Tour se darían al siguiente país. Por último, hay otro factor a tener en cuenta: la asignación mínima por continente. En el caso de que un continente no tenga al menos dos clasificados a través del Ranking Mundial por Naciones o del Campeonato Mundial de Contrarreloj Individual Élite, se asignará un máximo de una plaza al país mejor clasificado de ese continente en el Ranking Mundial por Naciones y que aún no se haya clasificado, entre los que hayan clasificado una plaza de cuota para la prueba de carretera del género en cuestión.
La lista de naciones y sus atletas clasificados son la siguiente:
| 1.º  | Países Bajos                 | 4 |
| 2.º  | Italia                       | 4 |
| 3.º  | Bélgica                      | 4 |
| 4.º  | Suiza                        | 4 |
| 5.º  | Polonia                      | 4 |
| 6.º  | Reino Unido                  | 3 |
| 7.º  | Australia                    | 3 |
| 8.º  | Francia                      | 3 |
| 9.º  | Alemania                     | 3 |
| 10.º | Canadá                       | 3 |
| 11.º | Dinamarca                    | 2 |
| 12.º | Estados Unidos               | 2 |
| 13.º | Austria                      | 2 |
| 14.º | Nueva Zelanda                | 2 |
| 15.º | España                       | 2 |
| 16.º | Sudáfrica                    | 2 |
| 17.º | Uzbekistán                   | 2 |
| 18.º | Noruega                      | 2 |
| 19.º | Eslovenia                    | 2 |
| 20.º | China                        | 2 |
| 21.º | Atletas Individuales Neutros | 1 |
| 22.º | Finlandia                    | 1 |
| 23.º | Ucrania                      | 1 |
| 24.º | Tailandia                    | 1 |
| 25.º | Luxemburgo                   | 1 |
| 26.º | Suecia                       | 1 |
| 27.º | Colombia                     | 1 |
| 28.º | República Checa              | 1 |
| 29.º | Hong Kong                    | 1 |
| 30.º | Cuba                         | 1 |
| 31.º | Corea del Sur                | 1 |
| 32.º | Ruanda                       | 1 |
| 33.º | Irlanda                      | 1 |
| 34.º | Atletas Individuales Neutros | 1 |
| 35.º | Serbia                       | 1 |
| 36.º | Eslovaquia                   | 1 |
| 37.º | Mauricio                     | 1 |
| 38.º | Brasil                       | 1 |
| 39.º | Chile                        | 1 |
| 40.º | Argelia                      | 1 |
| 41.º | Namibia                      | 1 |
| 42.º | Chipre                       | 1 |
| 43.º | Japón                        | 1 |
| 44.º | Israel                       | 1 |
| 45.º | Portugal                     | 1 |

## Resultados
- Las clasificaciones finalizaron de la siguiente forma:[7]

| Posición | Ciclista                  | Tiempo     |
| -------- | ------------------------- | ---------- |
|          | Kristen Faulkner          | 3h 59' 23" |
|          | Marianne Vos              | + 58"      |
|          | Lotte Kopecky             | m.t.       |
| 4.º      | Kata Blanka Vas           | m.t.       |
| 5.º      | Pfeiffer Georgi           | + 1' 21"   |
| 6.º      | Margarita Victoria García | + 1' 23"   |
| 7.º      | Noemi Rüegg               | + 2' 04"   |
| 8.º      | Katarzyna Niewiadoma      | + 2' 44"   |
| 9.º      | Elisa Longo Borghini      | + 3' 05"   |
| 10.º     | Marta Lach                | + 3' 27"   |

### Fuera de control (FC)
Debido a las regulaciones de la UCI para las pruebas en carretera de un día (artículo 2.3.039), "Todo ciclista que finalice la prueba en un tiempo superior al del ganador por más del 8% no contará como finalizado". Adicionalmente, todo corredor que pierda más de 15 minutos con el lote principal será eliminado de la competencia en las zonas de avituallamiento después de iniciado la primera vuelta en cada circuito.

## UCI World Ranking
La carrera otorga puntos para el UCI World Ranking (clasificación global de todas las carreras internacionales). La siguiente tabla son el baremo de puntuación y los diez corredores que obtuvieron más puntos:
| Posición   | 1.º | 2.º | 3.º | 4.º | 5.º | 6.º | 7.º | 8.º | 9.º | 10.º | 11.º | 12.º | 13.º | 14.º | 15.º | 16.º | 17.º-21.º | 22.º-31.º | 32.º-50.º | 51.º-55.º | 56.º-60.º |
| Puntuación | 900 | 715 | 600 | 490 | 410 | 340 | 265 | 225 | 190 | 150  | 130  | 105  | 90   | 75   | 60   | 50   | 45        | 30        | 15        | 10        | 5         |

| Clasificación |                           |                |        |
| Posición      | Ciclista                  | País           | Puntos |
| ------------- | ------------------------- | -------------- | ------ |
| 1.º           | Kristen Faulkner          | Estados Unidos | 900    |
| 2.º           | Marianne Vos              | Países Bajos   | 715    |
| 3.º           | Lotte Kopecky             | Bélgica        | 600    |
| 4.º           | Kata Blanka Vas           | Hungría        | 490    |
| 5.º           | Pfeiffer Georgi           | Reino Unido    | 410    |
| 6.º           | Margarita Victoria García | España         | 340    |
| 7.º           | Noemi Rüegg               | Suiza          | 265    |
| 8.º           | Katarzyna Niewiadoma      | Polonia        | 225    |
| 9.º           | Elisa Longo Borghini      | Italia         | 190    |
| 10.º          | Marta Lach                | Polonia        | 150    |